# Saek (volk)
De Saek zijn een Tai-volk in Laos, die de Saekse taal spreken.

## Woonplaats
De Saek wonen rond de Mekong in Midden-Laos. Een kleinere groep Saek woont in het Isan-gebied in het noordoosten van Thailand aan de grens met Laos.

## Taal
Hun taal heet ook Saek en vormt de noordelijke Tai tak van de Tai-Kadai taalgroep. Vele Saek spreken ook of uitsluitend Lao.

## Cultuur
De cultuur is grotendeels overgenomen van de omringende culturen van Thai en Lao, of maakte deel uit van de bredere oorspronkelijke cultuur van de Thai. Maar de Saek staan bekend om hun bijzondere rondedans.

## Godsdienst
De meeste Saek in Laos houden vast aan hun traditionele geloof, onder meer voorouderverering. Een klein deel hangt Theravada Boeddhisme aan. Tegen ziekte wordt vaak aan geesten geofferd, die natuurkrachten voorstellen. Ieder dorp heeft zijn eigen beschermgeest.